# Billy Stewart
Billy Stewart (* 24. März 1937 in Washington, D.C.; † 17. Januar 1970 in North Carolina) war ein US-amerikanischer Sänger und Keyboarder. Zusammen mit Marvin Gaye und Don Covay war er Mitglied der Band Rainbows. Zudem spielte er in der Band von Bo Diddley und besorgte diesem einen Vertrag bei Chess Records. Hier veröffentlichte er 1956 seine erste Solosingle, Billy's Blues. Am 17. Januar 1970 starb er gemeinsam mit drei Bandmitgliedern auf dem Weg zu einem Auftritt, als sein Wagen ein Brückengeländer durchbrach und in einen Fluss stürzte.

## Hits
- I Do Love You (1965)
- Sitting in the Park (1965)
- Summertime (1966)